# تین پن الی
تین پَن اَلی (انگلیسی: Tin Pan Alley) به مجموعه‌ای از ناشران موسیقی و ترانه‌پردازان در نیویورک اطلاق می‌شود که در اواخر سدهٔ نوزدهم و اوایل سدهٔ بیستم، بر موسیقی عامه‌پسند ایالات متحده سلطه داشتند. در آغاز، این اصطلاح به محل مشخصی در خیابان بیست و هشتم غربی، میان خیابان پنجم و ششم، در محلهٔ فلاور منهتن اشاره داشت؛ محلی که امروزه با نصب یک پلاک یادبود در خیابان ۲۸ بین برادوی و خیابان ششم گرامی داشته شده است. چندین ساختمان واقع در تین پن الی به‌عنوان بناهای شاخص شهر نیویورک محافظت می‌شوند و بخش واقع در خیابان بیست و هشتم از خیابان پنجم تا ششم نیز رسماً به‌عنوان تین پن الی نام‌گذاری شده است.
آغاز تین پن الی معمولاً به حدود سال ۱۸۸۵ نسبت داده می‌شود؛ زمانی که چندین ناشر موسیقی در همان منطقه از منهتن مستقر شدند. پایان این دوره اما به روشنی مشخص نیست. برخی پایان تین پن الی را همزمان با آغاز رکود بزرگ در دههٔ ۱۹۳۰ می‌دانند؛ زمانی که گرامافون، رادیو و فیلم‌های سینمایی جایگزین نت‌های چاپی به‌عنوان نیروی محرک موسیقی عامه‌پسند آمریکا شدند. با این حال، برخی دیگر بر این باورند که تین پن الی تا دههٔ ۱۹۵۰ ادامه یافت، دوره‌ای که سبک‌های قدیمی موسیقی تحت‌الشعاع ظهور موسیقی راک اند رول قرار گرفتند؛ سبکی که مرکز آن ساختمان بریل بود. نیل سداکا، ترانه‌پرداز مشهور ساختمان بریل، کارفرمای خود را ادامه‌ای طبیعی از سنت تین پن الی توصیف کرده است، به این دلیل که ترانه‌پردازان قدیمی هنوز در شرکت‌های تین پن الی فعالیت می‌کردند، در حالی که ترانه پردازان جوان‌تری مانند خود او در ساختمان بریل مشغول به کار شدند.

## برای مطالعهٔ بیشتر
- Scheurer, Timothy E. , American Popular Music: The nineteenth century and Tin Pan Alley, Bowling Green State University, Popular Press, 1989 (Volume I)
- Scheurer, Timothy E. , American Popular Music: The age of rock, Bowling Green State University, Popular Press, 1989 (Volume II)